# Chapelle des Apparitions de Cova da Iria
La chapelle des Apparitions ((pt) Capelinha das Aparições) est une chapelle située à Cova da Iria, en Fátima, dans l'enceinte du sanctuaire de Notre-Dame de Fátima au Portugal. Le piédestal sur lequel repose la sculpture originale de Notre-Dame de Fátima est situé à l'endroit exact où se trouvait le petit chêne vert sur lequel la Vierge Marie est apparue à trois petits bergers de Fátima du 13 mai au 13 octobre 1917.
Cette chapelle construite en 1919 est détruite par des inconnus en 1922 puis reconstruite à l'identique. En 1982 un grand porche surplombant la chapelle est construit pour abriter les pèlerins installés devant le petit édifice.
La statue originale de Notre-Dame de Fátima, installée devant la chapelle est réalisée par un sculpteur en cèdre du Brésil sur les indications de Lúcia dos Santos. Cette statue est solennellement couronnée le 13 mai 1946 par le cardinal Benedetto Aloisi Masella, légat du pape Pie XII.

## La chapelle

### Historique

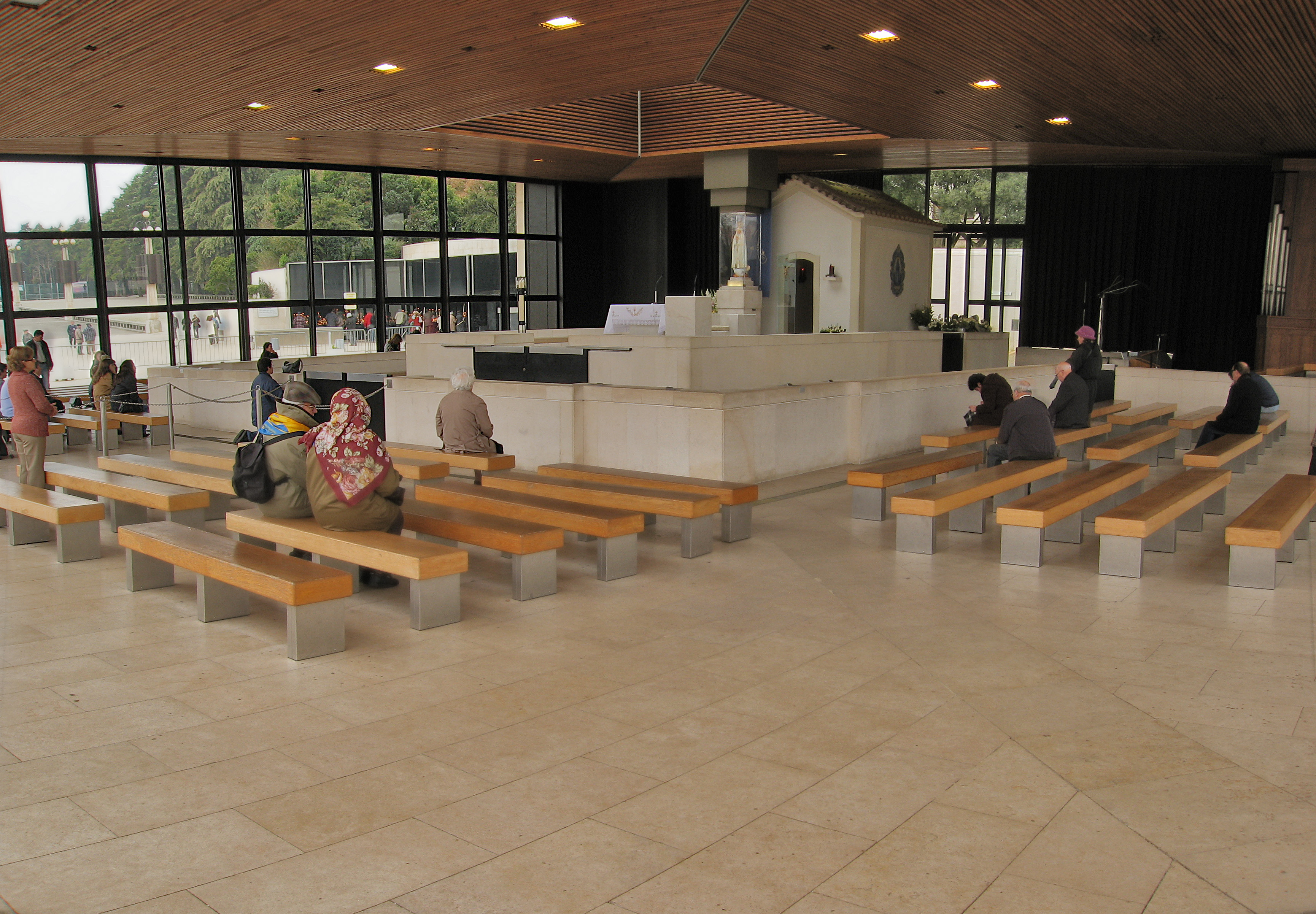
La chapelle des apparitions de Fátima.

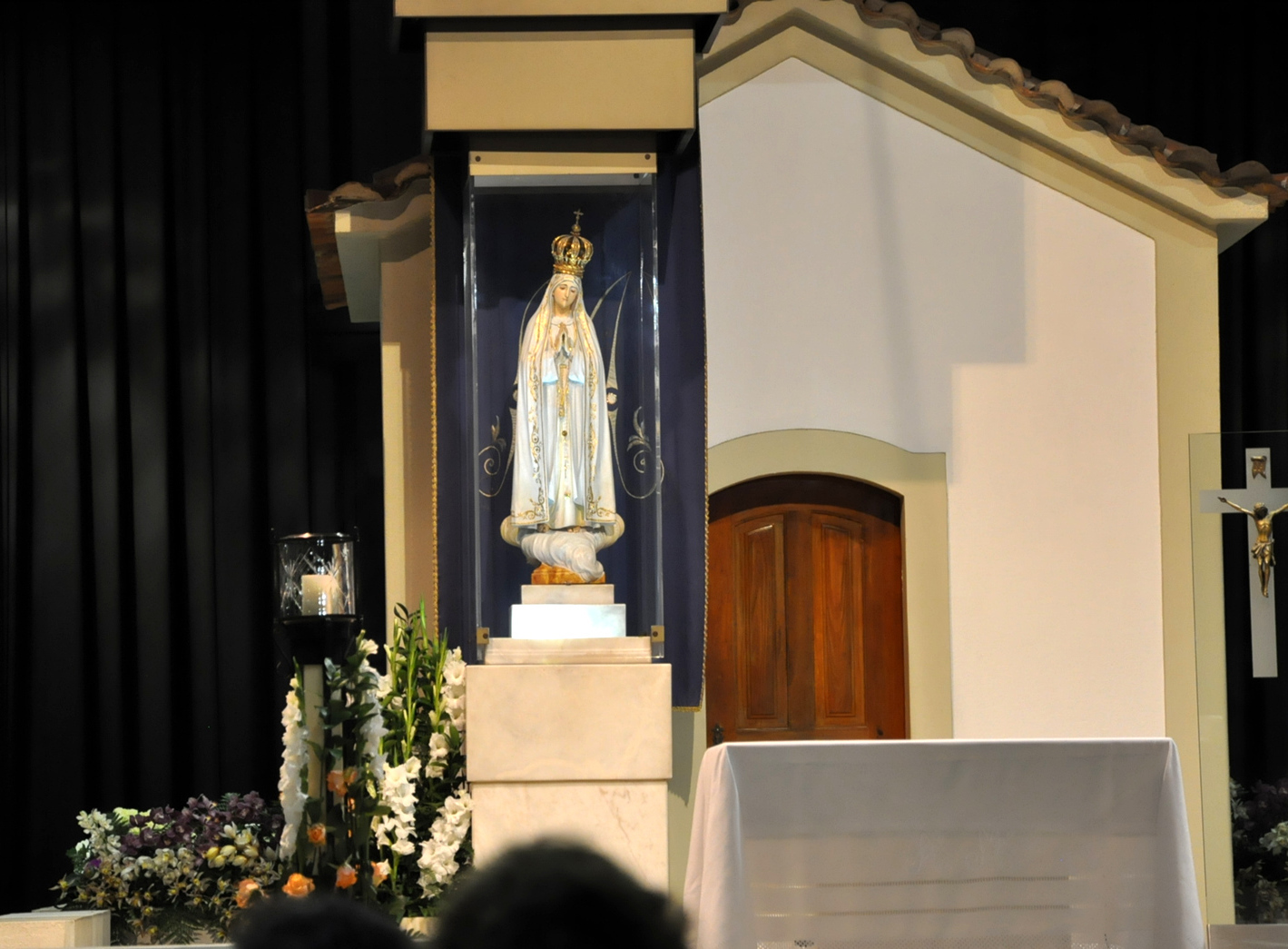
La chapelle des apparitions et l'image de Notre-Dame de Fátima.

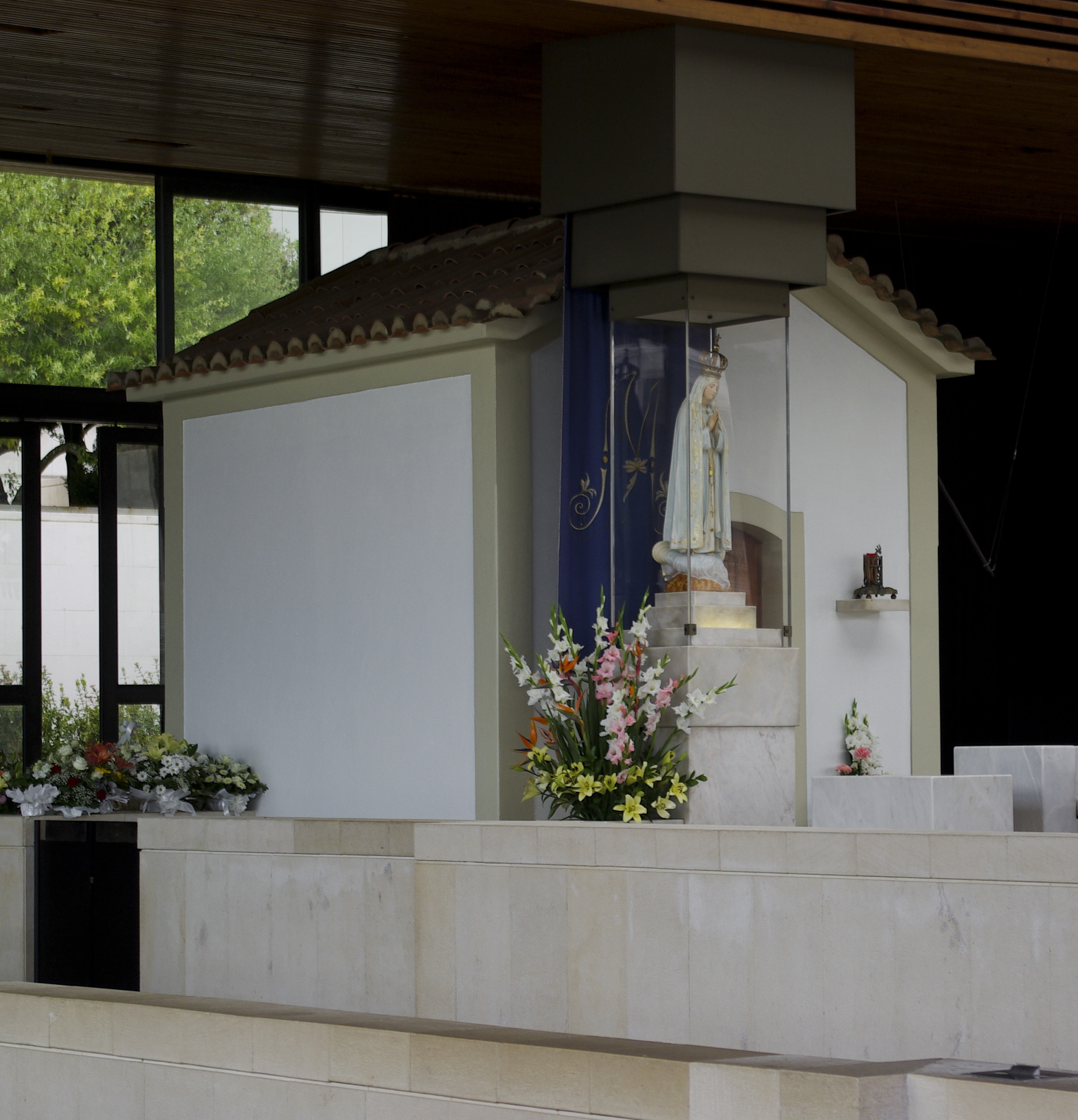
La chapelle des apparitions et l'image de Notre-Dame de Fátima.

Lors de la dernière apparition de Fátima, le 13 octobre 1917, la Vierge aurait demandé aux voyants de faire bâtir une chapelle dédiée à Notre-Dame du Rosaire. Certains fidèles présents lors du « miracle du soleil » vont s'investir particulièrement pour mener à bien cette réalisation (comme Maria Carreira qui sera surnommée Maria de la chapelle).
Le « petit chêne vert », sur lequel les enfants disent avoir vu la Vierge avait déjà disparu en octobre 1917 : il ne restait plus (lors de la dernière apparition) qu'un petit moignon de tronc de 10 cm de haut. Les pèlerins avaient coupé des branches en « relique » (certains témoignant même d'une « bonne odeur » d'origine inexplicable), ce qui a entraîné la disparition de l'arbre,,.
La construction de la chapelle n'étant pas soutenue par les autorités de l'Église, ce sont les paroissiens et des bénévoles qui organisent une collecte pour financer la construction de l'édifice. Les archivent indiquent qu'en mai 1919 la collecte a rapporté 62 930 réaux dont 50 500 collectés par la famille Garrett.
Les travaux de constructions sont réalisés par le maçon Joaquim Barbeiro du village de Santa Catarina da Serra. La construction se déroule du 28 avril au 15 juin 1919. La petite chapelle est faite de pierres et de chaux, couverte de tuiles et mesurant 3,30 m de longueur, 2,80 m de largeur et 2,85 m de hauteur.
En 1920, Gilberto Fernando Santos, marchand à Torres Novas et promoteur actif de Fatima, fait réaliser à son compte une statue de la Vierge (telle que l'a décrite Lúcia dos Santos) par un artiste. Après l'avoir vénérée et conservée dans son propre domicile durant un certain temps, il en fait don à l’Église et propose de la faire placer sur le lieu des apparitions.
Les fidèles décident d'amener la statue de la Vierge dans la petite chapelle (construite depuis peu) pour le 13 mai 1920, à l'occasion du 3e anniversaire des apparitions. Mais le 10 mai 1923 les autorités civiles interdisent tout rassemblement ou pèlerinage sur le lieu des apparitions, le gouverneur mobilise les forces armées pour interdire l'accès à Fatima lors du pèlerinage national prévu 3 jours plus tard. Le 13 mai, 100 000 personnes se présentent et forcent le passage, franchissant les barricades et des fossés pleins d'eau pour se rendre devant la chapelle des apparitions et installent la statue dans la chapelle,.
L'évêque de Leiria visite la petite chapelle le 14 septembre 1921 et y autorise de dire la messe « les jours de grande affluence populaire »,. La première messe est alors célébrée 13 octobre 1921.
Le 6 mars 1922, la chapelle est dynamitée par des inconnus. Elle est reconstruite la même année,,. En 1928 débute la construction du sanctuaire de Fátima, la chapelle est intégrée à ce vaste complexe qui continuera de se développer jusqu'au début du XXIe siècle.
En 1982, un grand porche est construit au-dessus de la chapelle, recouvrant la chapelle originale ainsi qu'un espace périphérique permettant aux pèlerins d'être à l’abri des éléments. Ce porche est officiellement inauguré lors de la visite du pape Jean-Paul II le 12 mai de la même année.
En 1988, année déclarée « année mariale », le porche de la chapelle est décoré de boiseries en pin, venant du Nord de la Sibérie (Russie). Ce bois a été choisi pour sa durabilité et sa légèreté.
La chapelle d'origine, bien que soumise à réparations mineures au fil des ans, conserve les traces de la chapelle populaire originale.

### Aménagement
Devant la petite chapelle une statue de la Vierge est installée sur un piédestal situé au lieu exact d'apparition de la Vierge aux trois enfants. Cette statue particulière (la première réalisée sous ce visuel) est l'objet d'une vénération particulière des fidèles. Depuis quelques années, elle est filmée en permanence par une web-cam.
L'orgue chapelle a été construit par le facteur d'orgue Gerhard Grenzing. Il a douze registres et deux claviers. Cet orgue est dédié exclusivement à l’animation des célébrations.

### Galerie de photos

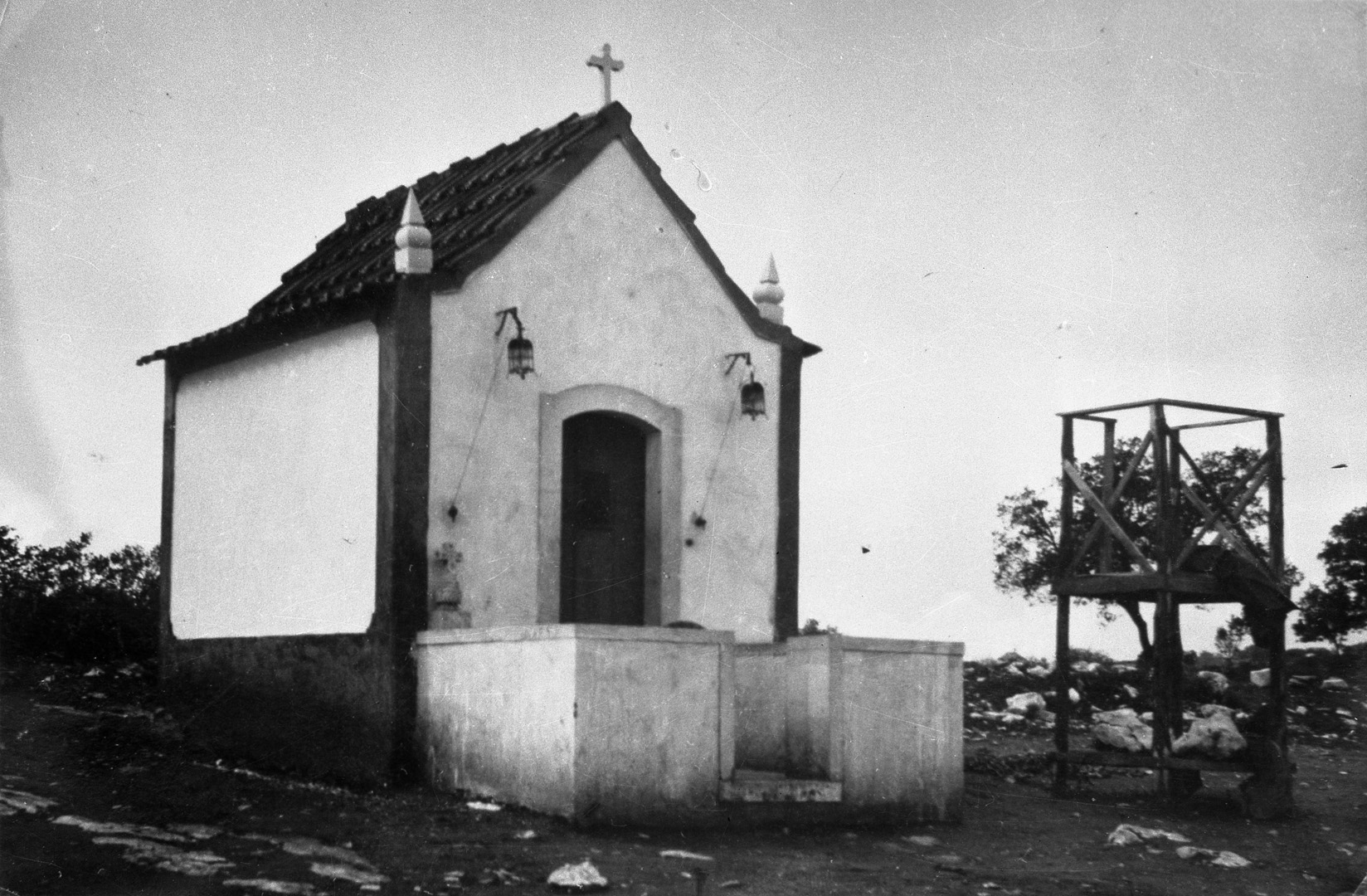
La chapelle des apparitions en 1922
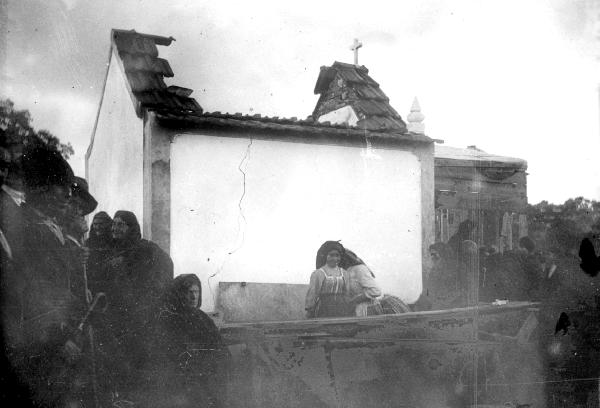
La chapelle après sa destruction à l'explosif
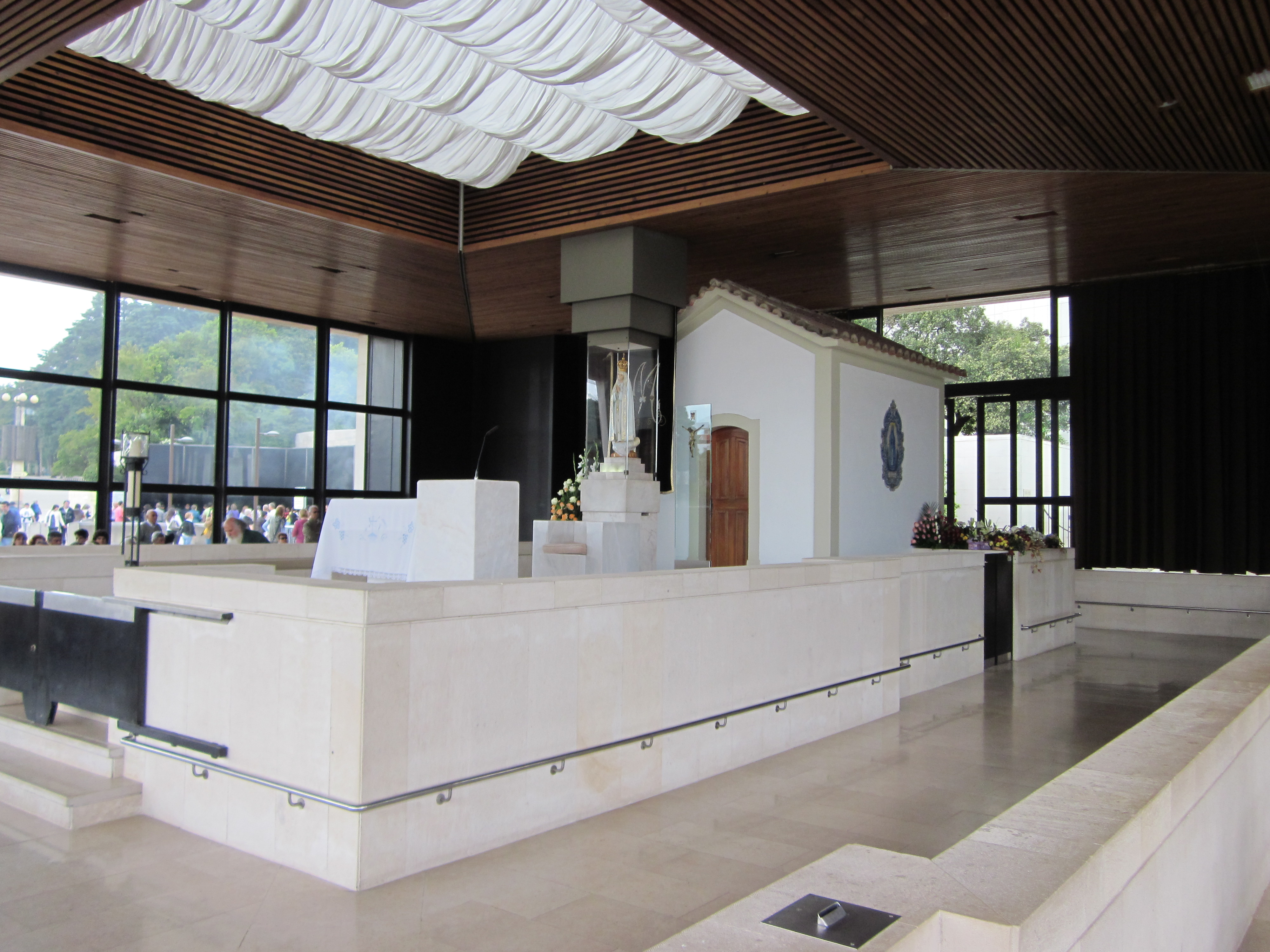
Vue générale de la chapelle (aujourd'hui).
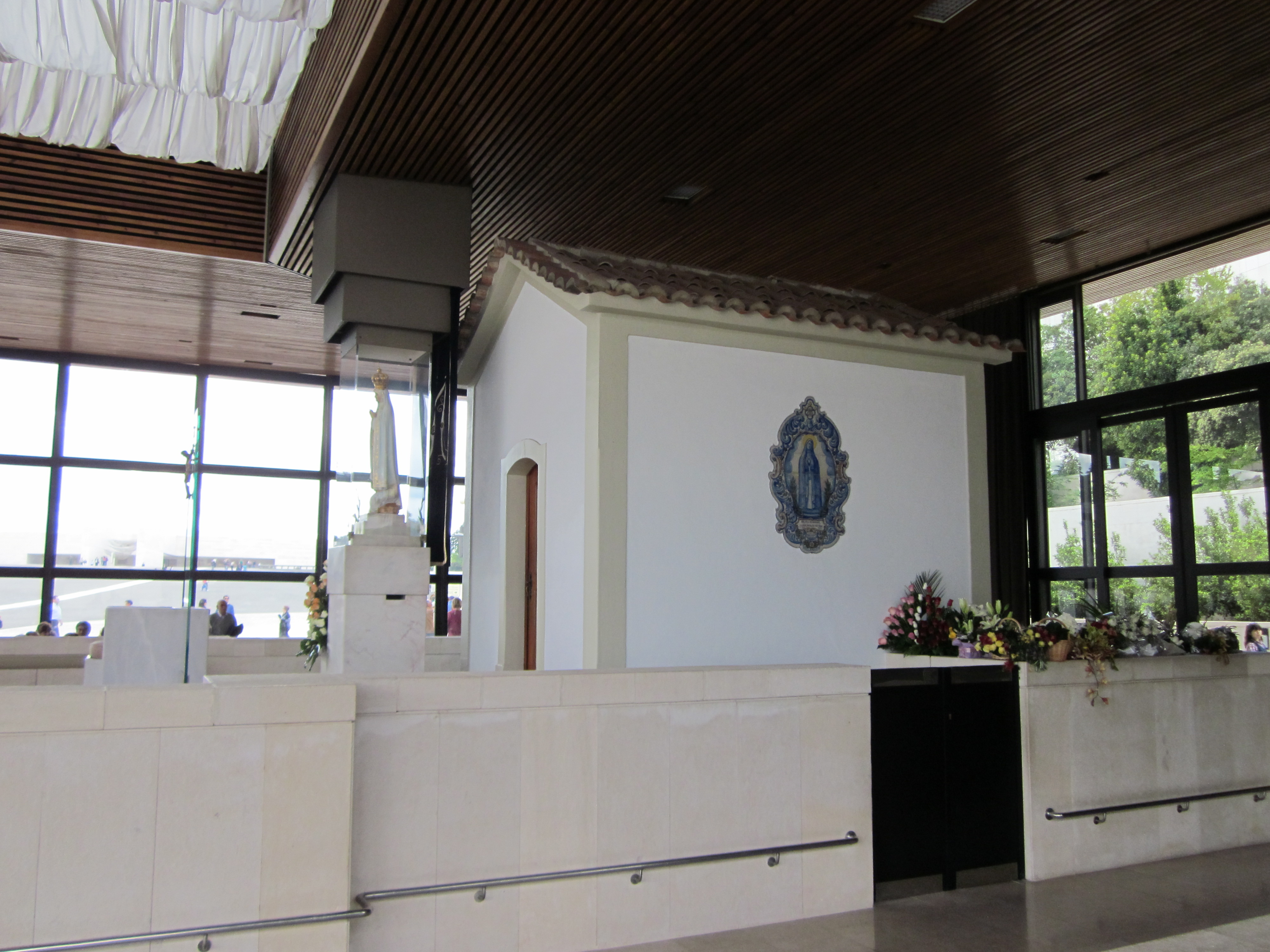
Vue latérale.
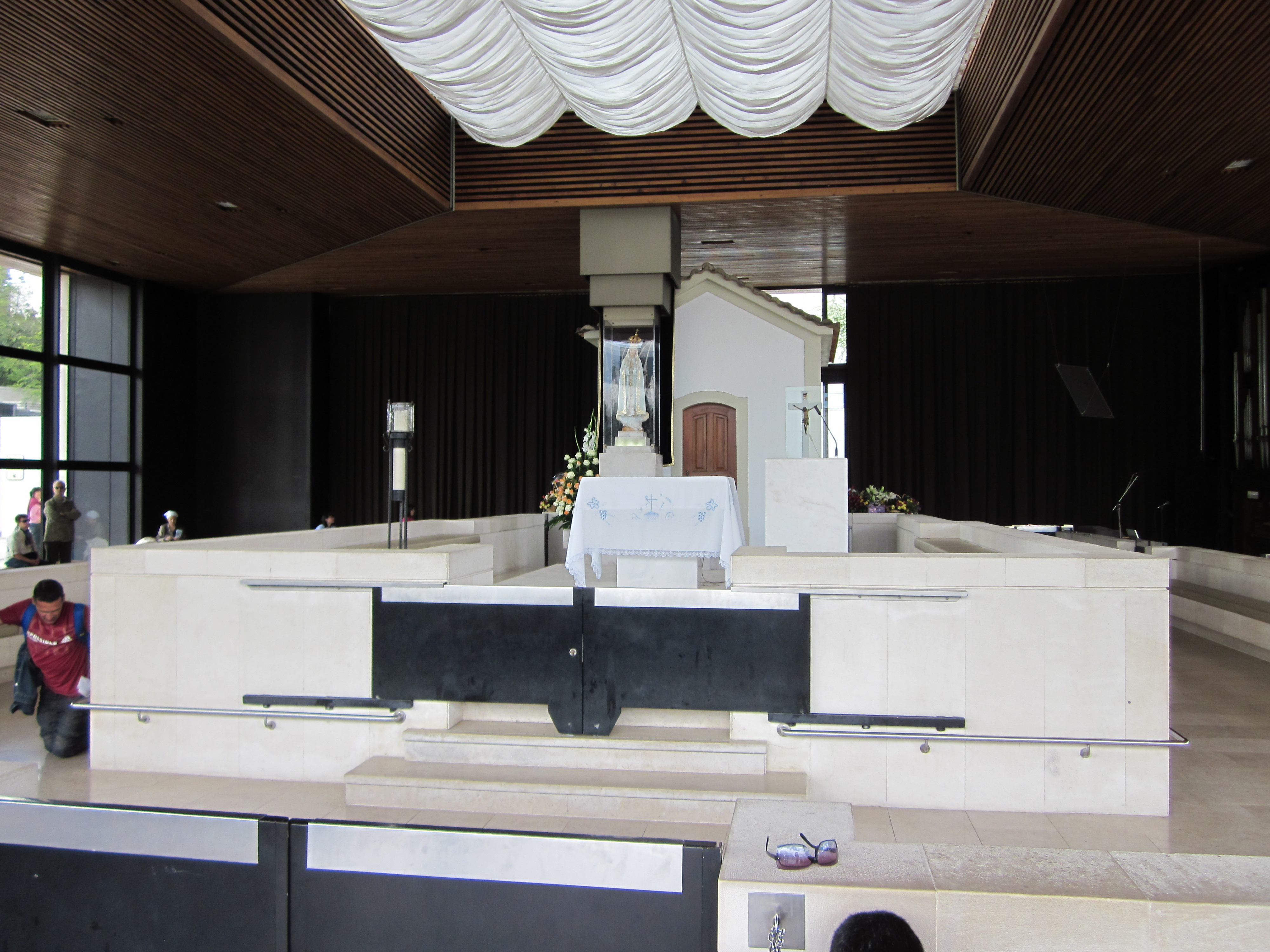
Vue frontale.
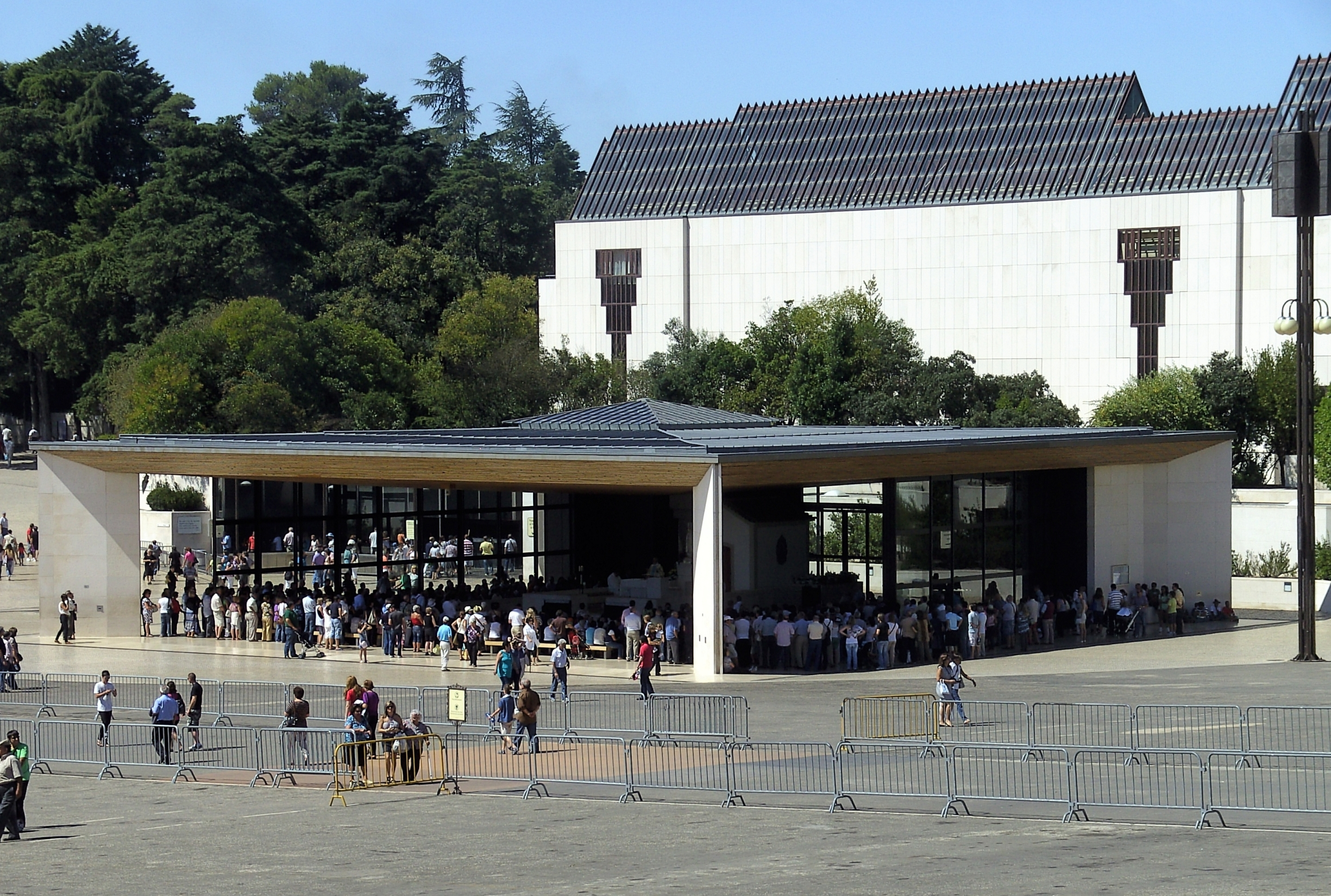
Messe devant la chapelle.
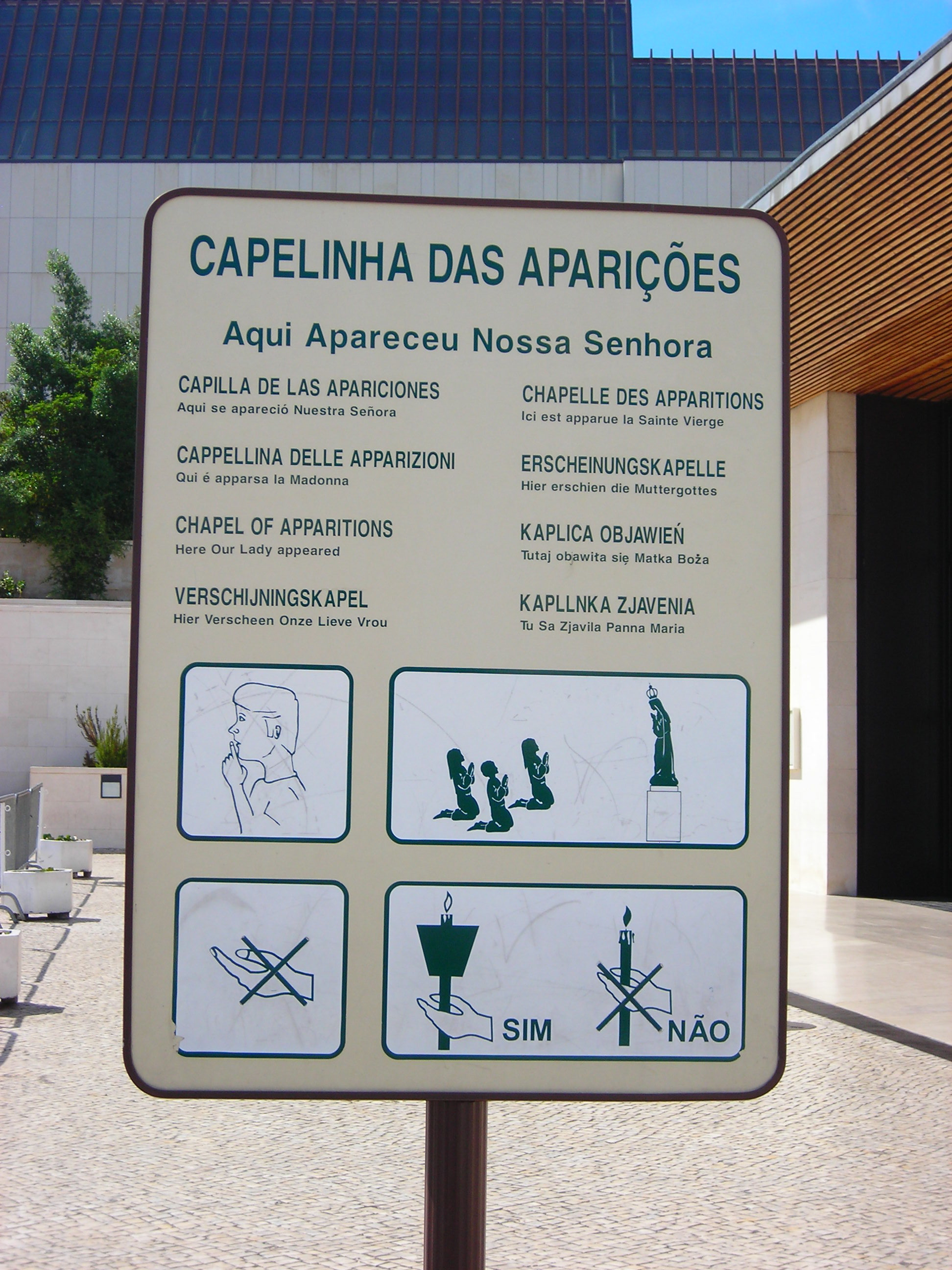
Panneau d'information des visiteurs.

## Statue de Notre-Dame de Fátima

### La statue

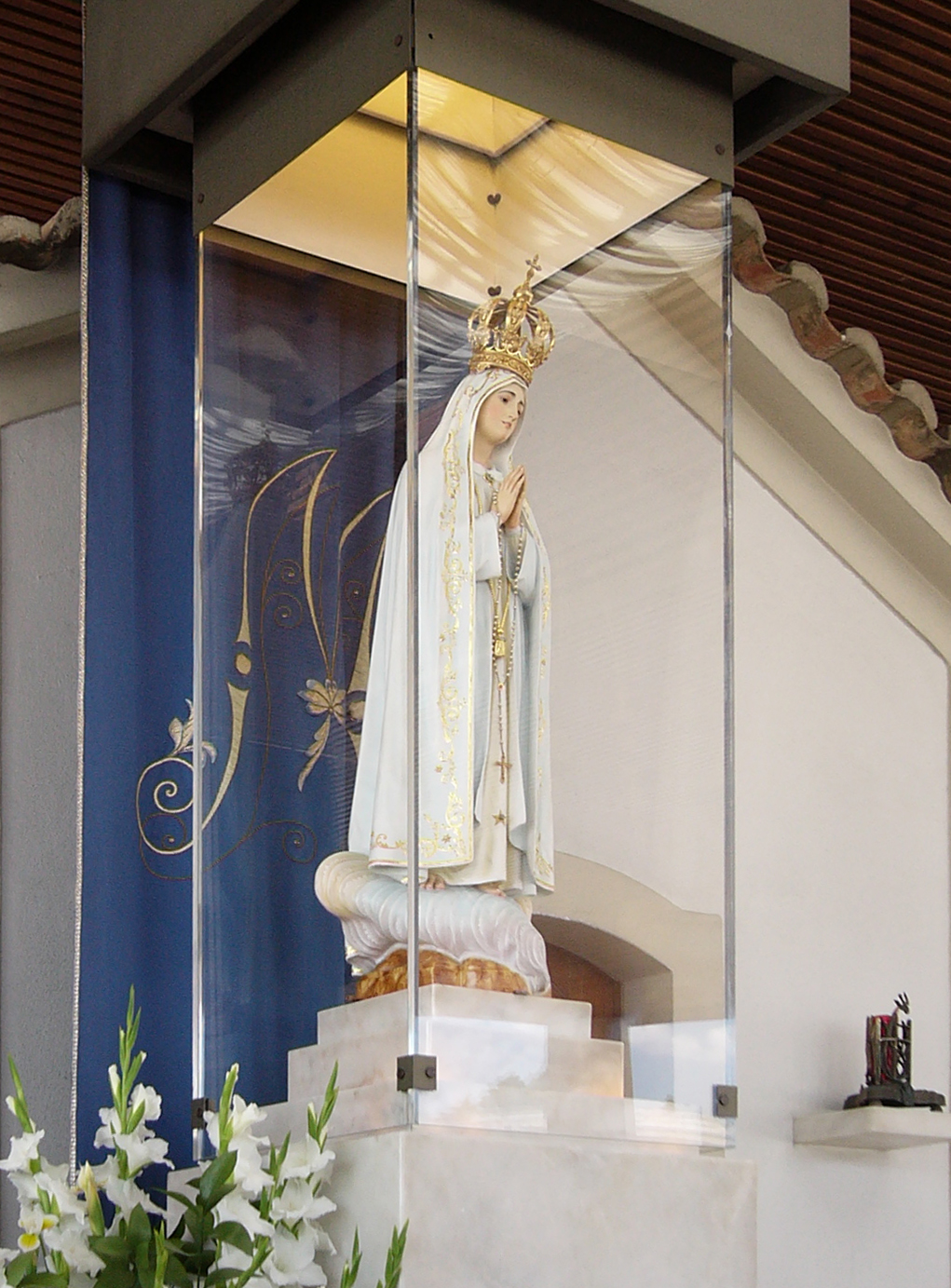
Statue originale de Notre-Dame de Fátima sur le piédestal situé à l'emplacement exact des apparitions.

La statue originale a été commandée par Gilberto Fernando dos Santos en 1920 et dessinée par la maison Casa Fânzeres de Braga, selon les indications de sœur Lucie de Jésus et du Cœur immaculé. Le travail de sculpture a été réalisé par José Ferreira Thedim (pt) dans un bois de cèdre du Brésil. La statue mesure 1,10 m et pèse 19 kilos. Quelques modifications de la statue ont été réalisées dans les années 1950 par Thedim,.
Gilberto Fernando dos Santos, commerçant à Torres Novas conserve la statue un temps dans sa demeure avant d'en faire don à la paroisse de Fatima. Le 13 mai 1920, la statue de Notre-Dame de Fátima est bénie dans l'église paroissiale de Fátima par le père Antonio de Oliveira Reis, archiprêtre de Torres Novas. La statue est portée et déposée dans la petite chapelle des apparitions le 13 juin 1920. 
Elle est couronnée solennellement le 13 mai 1946 par le légat du pape le cardinal Benedetto Aloisi Masella,.
En juin 2013, la statue sort de la chapelle afin d'analyser son état de conservation (c'est la première étude de conservation de la statue). Compte tenu de son âge presque centenaire, les tests effectués à l'Institut polytechnique de Tomar se sont révélés être satisfaisants. La sortie de la statue a entrainé des mesures particulières de sécurité, dont des gardes et des agents d'assurance,.
Installée à l'origine à l'intérieur de la chapelle, la statue est maintenant exposée à l'extérieur de la petite construction, pour être plus facilement visible du public.